# Artas (Betlejem)
Artas – wieś w Palestynie, w muhafazie Betlejem. Według danych Palestyńskiego Centralnego Biura Statystycznego w 2016 roku miejscowość liczyła 4610 mieszkańców.